# Ligat ha'Al 2003-2004
La Ligat ha'Al 2003-2004 è stata la 63ª edizione della massima divisione del campionato israeliano di calcio.
Al torneo presero parte 12 squadre, affrontatesi in tre gironi di andata, ritorno e terzo turno, per un totale di 33 giornate.
Iniziata il 13 settembre 2003, la stagione si concluse il 22 maggio 2004 con la vittoria del Maccabi Haifa (ottavo titolo).
Capocannonieri del torneo furono Ofir Haim, dell'Hapoel Be'er Sheva, e Shay Holtzman, dell'Ashdod, con 16 goal.
Per la prima volta nella storia del campionato israeliano, due squadre arabo-israeliane, il Bnei Sakhnin e il Maccabi Ahi Nazaret (ambedue neopromosse), parteciparono alla stessa stagione della massima serie.
Mentre il Maccabi Ahi Nazaret retrocesse al termine della stagione 2003-2004, il Bnei Sakhnin si salvò, divenendo la prima squadra arabo-israeliana a disputare due campionati consecutivi della Ligat ha'Al.
Il Bnei Sakhnin riuscì anche nell'impresa di vincere la Coppa di Stato 2003-2004, così qualificandosi alla Coppa UEFA 2004-2005 e divenendo la prima squadra arabo-israeliana a disputare una competizione europea.

## Squadre partecipanti
| Club                | Città       |
| ------------------- | ----------- |
| Ashdod              | Ashdod      |
| Beitar Gerusalemme  | Gerusalemme |
| Bnei Sakhnin        | Sakhnin     |
| Bnei Yehuda         | Tel Aviv    |
| Hapoel Be'er Sheva  | Be'er Sheva |
| Hapoel Petah Tiqwa  | Petah Tiqwa |
| Hapoel Tel Aviv     | Tel Aviv    |
| Maccabi Haifa       | Haifa       |
| Maccabi Ahi Nazaret | Nazaret     |
| Maccabi Netanya     | Netanya     |
| Maccabi Petah Tiqwa | Petah Tiqwa |
| Maccabi Tel Aviv    | Tel Aviv    |

## Classifica finale
|                     | Pos. | Squadra             | Pt | G  | V  | N  | P  | GF | GS | DR  |
| ------------------- | ---- | ------------------- | -- | -- | -- | -- | -- | -- | -- | --- |
| Campione di Israele | 1.   | Maccabi Haifa       | 63 | 33 | 19 | 6  | 8  | 54 | 25 | +29 |
|                     | 2.   | Maccabi Tel Aviv    | 57 | 33 | 16 | 9  | 8  | 35 | 22 | +13 |
|                     | 3.   | Maccabi Petah Tiqwa | 56 | 33 | 16 | 8  | 9  | 49 | 35 | +14 |
|                     | 4.   | Hapoel Be'er Sheva  | 55 | 33 | 16 | 7  | 10 | 48 | 36 | +12 |
|                     | 5.   | Hapoel Tel Aviv     | 49 | 33 | 13 | 10 | 10 | 48 | 37 | +11 |
|                     | 6.   | Bnei Yehuda         | 44 | 33 | 12 | 9  | 12 | 34 | 42 | -8  |
|                     | 7.   | Ashdod              | 42 | 33 | 11 | 9  | 13 | 47 | 49 | -2  |
|                     | 8.   | Hapoel Petah Tiqwa  | 42 | 33 | 11 | 9  | 13 | 46 | 52 | -6  |
|                     | 9.   | Beitar Gerusalemme  | 39 | 33 | 10 | 9  | 14 | 32 | 42 | -10 |
| [ 1 ]               | 10.  | Bnei Sakhnin        | 35 | 33 | 8  | 11 | 14 | 31 | 38 | -7  |
|                     | 11.  | Maccabi Netanya     | 31 | 33 | 8  | 7  | 18 | 28 | 52 | -24 |
|                     | 12.  | Maccabi Ahi Nazaret | 27 | 33 | 8  | 6  | 19 | 40 | 62 | -22 |

## Verdetti
- Maccabi Haifa campione di Israele 2003-2004, qualificato al terzo turno preliminare della Champions League 2004-2005
- Maccabi Tel Aviv, qualificato al secondo turno preliminare della Champions League 2004-2005
- Maccabi Petah Tiqwa e Bnei Sakhnin qualificati al secondo turno preliminare della Coppa UEFA 2004-2005
- Hapoel Be'er Sheva qualificato al primo turno della Coppa Intertoto 2004
- Maccabi Netanya e Maccabi Ahi Nazaret retrocessi in Liga Leumit 2005-2006
- Hapoel Haifa e Nazaret Illit promossi in Ligat ha'Al 2004-2005

## Classifica marcatori
| Calciatore      | Squadra             | Gol |
| --------------- | ------------------- | --- |
| Ofir Haim       | Hapoel Be'er Sheva  | 16  |
| Shay Holtzman   | Ashdod              | 16  |
| Omer Golan      | Maccabi Petah Tiqwa | 13  |
| Manor Hassan    | Hapoel Petah Tiqwa  | 13  |
| Assi Tubi       | Maccabi Ahi Nazaret | 13  |
| Tomislav Erceg  | Hapoel Petah Tiqwa  | 12  |
| Mate Baturina   | Bnei Yehuda         | 11  |
| Ibezito Ogbonna | Hapoel Tel Aviv     | 11  |